# Німіджа-де-Жос
Німіджа-де-Жос (рум. Nimigea de Jos) — село у повіті Бистриця-Несеуд в Румунії. Адміністративний центр комуни Німіджа.
Село розташоване на відстані 342 км на північний захід від Бухареста, 20 км на північний захід від Бистриці, 75 км на північний схід від Клуж-Напоки.

## Населення
За даними перепису населення 2002 року у селі проживали 1624 особи.
Національний склад населення села:
| Національність | Кількість осіб | Відсоток |
| -------------- | -------------- | -------- |
| угорці         | 812            | 50,0%    |
| румуни         | 659            | 40,6%    |
| цигани         | 148            | 9,1%     |

Рідною мовою назвали:
| Мова      | Кількість осіб | Відсоток |
| --------- | -------------- | -------- |
| угорська  | 809            | 49,8%    |
| румунська | 760            | 46,8%    |
| циганська | 49             | 3,0%     |